# St-Laurent (Chaussy)

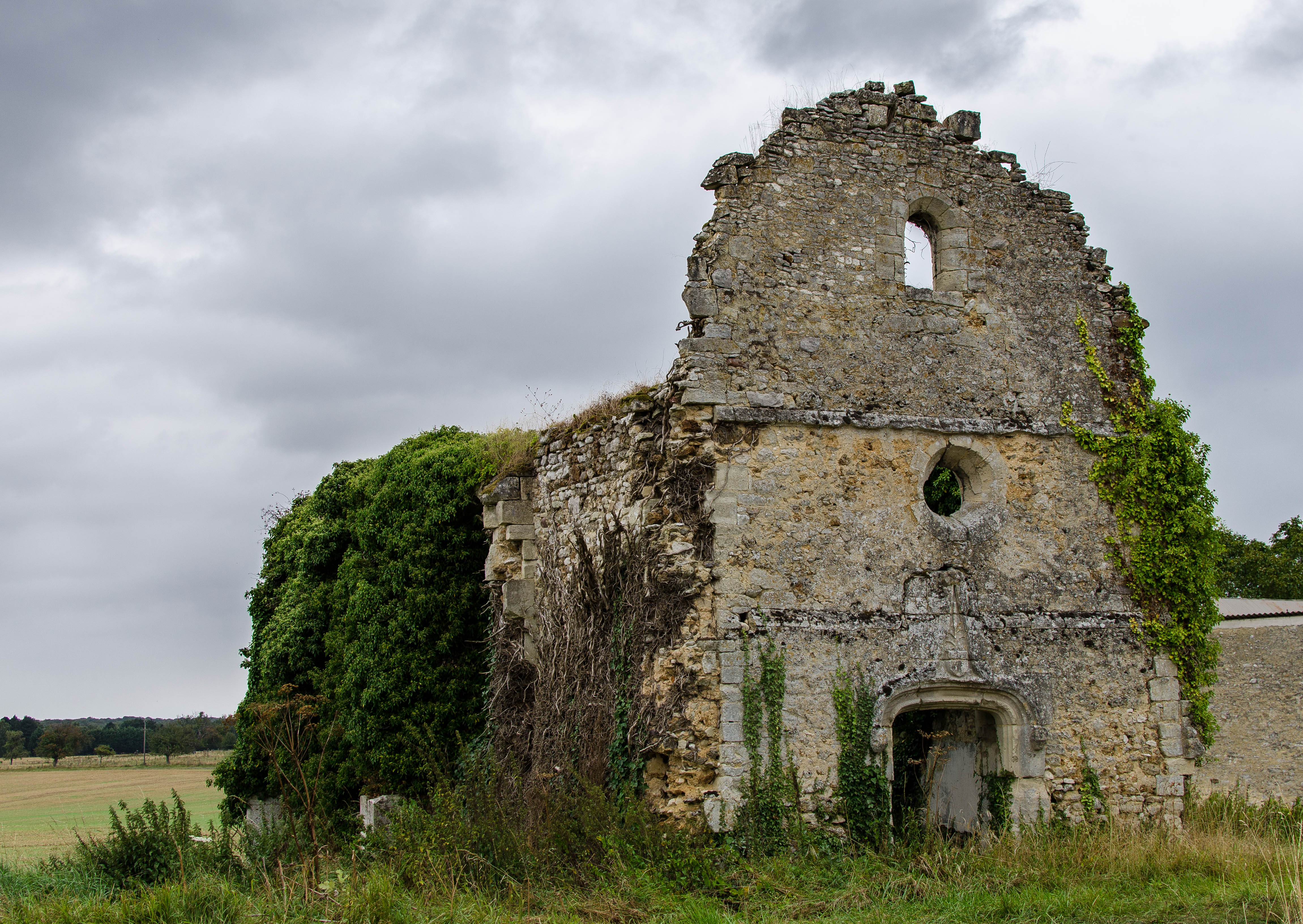
Kapelle St-Laurent in Chaussy

Die Kapelle St-Laurent in Chaussy, einer französischen Gemeinde im Département Val-d’Oise in der Region Île-de-France, wurde im 16. Jahrhundert errichtet. Die dem heiligen Laurentius geweihte Kapelle steht auf dem Gelände der ehemaligen Domaine du manoir de Méré, die bei einem Brand im Jahr 1822 zerstört wurde.
Die Kapellenruine steht seit 1950 als Monument historique auf der Liste der Baudenkmäler in Frankreich. Sie ist in Privatbesitz.